# 1972年夏季奥林匹克运动会巴巴多斯代表团
1972年夏季奥林匹克运动会巴巴多斯代表团是巴巴多斯派出的1972年夏季奥林匹克运动会代表团。